# Platyretus javanicus
Platyretus javanicus är en insektsart som beskrevs av Chandrasekhara A. Viraktamath och Webb. Platyretus javanicus ingår i släktet Platyretus och familjen dvärgstritar. Inga underarter finns listade i Catalogue of Life.